# Hamma (Argélia)
Hamma (em árabe: الحامة) é uma comuna localizada na província de Sétif, Argélia. Sua população estimada em 2008 era de 13 223 habitantes.